# Marin Laušić
Marin Laušić (Spalato, 26 giugno 2001) è un calciatore croato, centrocampista del Liepāja.

## Carriera

### Club
Cresciuto nei settori giovanili dell'Hajduk Spalato e del Solin, il 4 maggio 2019 fa il suo debutto nel campionato cadetto in occasione della trasferta terminata a reti bianche contro l'Osijek II. Nello stesso anno si accasa nel settore giovanile del Slaven Belupo per poi, la stagione seguente, tornare in prestito tra le file dei Modri-Žuti dove raccoglie 28 presenze e 3 reti. Di ritorno nei Farmaceuti, il 16 luglio 2021 fa il suo debutto in 1. HNL partendo da titolare nel match vinto contro la Dinamo Zagabria (0-2). Otto giorni dopo l'esordio firma il suo primo contratto da professionista legandosi così al Slaven per altre due stagioni. Il 31 ottobre seguente trova la sua prima rete nel campionato croato, segna ai danni dell'Hajduk Spalato in occasione della vittoria casalinga per 3-2. Il 28 febbraio 2022 prolunga il suo contratto con il club fino al 2025 e, il 2 agosto dello stesso anno, si trasferisce a titolo definitivo al Maribor. Due giorni dopo esordisce con la casacca dei Vijoličasti, subentra al posto di Andraž Žinič in occasione del terzo turno di andata dei preliminari di Europa League perso 0-2 contro l'HJK. Dieci giorni dopo arriva anche il debutto in campionato, questa volta subentrando a Žan Vipotnik nella sconfitta in trasferta contro il Domžale (3-2). Il 6 dicembre trova la sua prima rete con la casacca del club sloveno, va a segno nel match di campionato vinto 7-0 contro il Radomlje.

### Nazionale
L'11 novembre 2021 fa il suo debutto con la Croazia U-21, subentra al posto di Stipe Biuk nel match casalingo vinto contro l'Estonia (2-0).

## Statistiche

### Cronologia presenze e reti in nazionale
| Cronologia completa delle presenze e delle reti in nazionale ― Croazia under 21 | Cronologia completa delle presenze e delle reti in nazionale ― Croazia under 21 | Cronologia completa delle presenze e delle reti in nazionale ― Croazia under 21 | Cronologia completa delle presenze e delle reti in nazionale ― Croazia under 21 | Cronologia completa delle presenze e delle reti in nazionale ― Croazia under 21 | Cronologia completa delle presenze e delle reti in nazionale ― Croazia under 21 | Cronologia completa delle presenze e delle reti in nazionale ― Croazia under 21 | Cronologia completa delle presenze e delle reti in nazionale ― Croazia under 21 |
| Data                                                                            | Città                                                                           | In casa                                                                         | Risultato                                                                       | Ospiti                                                                          | Competizione                                                                    | Reti                                                                            | Note                                                                            |
| ------------------------------------------------------------------------------- | ------------------------------------------------------------------------------- | ------------------------------------------------------------------------------- | ------------------------------------------------------------------------------- | ------------------------------------------------------------------------------- | ------------------------------------------------------------------------------- | ------------------------------------------------------------------------------- | ------------------------------------------------------------------------------- |
| 11-11-2021                                                                      | Pola                                                                            | Croazia under 21                                                                | 2 – 0                                                                           | Estonia under 21                                                                | Qual. Europeo Under-21 2023                                                     | -                                                                               | 64’                                                                             |
| Totale                                                                          |                                                                                 | Presenze                                                                        | 1                                                                               |                                                                                 | Reti                                                                            | 0                                                                               |                                                                                 |

| Cronologia completa delle presenze e delle reti in nazionale ― Croazia under 20 | Cronologia completa delle presenze e delle reti in nazionale ― Croazia under 20 | Cronologia completa delle presenze e delle reti in nazionale ― Croazia under 20 | Cronologia completa delle presenze e delle reti in nazionale ― Croazia under 20 | Cronologia completa delle presenze e delle reti in nazionale ― Croazia under 20 | Cronologia completa delle presenze e delle reti in nazionale ― Croazia under 20 | Cronologia completa delle presenze e delle reti in nazionale ― Croazia under 20 | Cronologia completa delle presenze e delle reti in nazionale ― Croazia under 20 |
| Data                                                                            | Città                                                                           | In casa                                                                         | Risultato                                                                       | Ospiti                                                                          | Competizione                                                                    | Reti                                                                            | Note                                                                            |
| ------------------------------------------------------------------------------- | ------------------------------------------------------------------------------- | ------------------------------------------------------------------------------- | ------------------------------------------------------------------------------- | ------------------------------------------------------------------------------- | ------------------------------------------------------------------------------- | ------------------------------------------------------------------------------- | ------------------------------------------------------------------------------- |
| 23-3-2022                                                                       | Dubai                                                                           | Giappone under 20                                                               | 1 – 0                                                                           | Croazia under 20                                                                | Amichevole                                                                      | -                                                                               | 59’                                                                             |
| 26-3-2022                                                                       | Dubai                                                                           | Vietnam under 20                                                                | 0 – 1                                                                           | Croazia under 20                                                                | Amichevole                                                                      | -                                                                               | 46’                                                                             |
| 29-3-2022                                                                       | Dubai                                                                           | Qatar under 20                                                                  | 2 – 2                                                                           | Croazia under 20                                                                | Amichevole                                                                      | -                                                                               | 46’                                                                             |
| Totale                                                                          |                                                                                 | Presenze                                                                        | 3                                                                               |                                                                                 | Reti                                                                            | 0                                                                               |                                                                                 |